# Andreas Rüdiger (Philosoph)

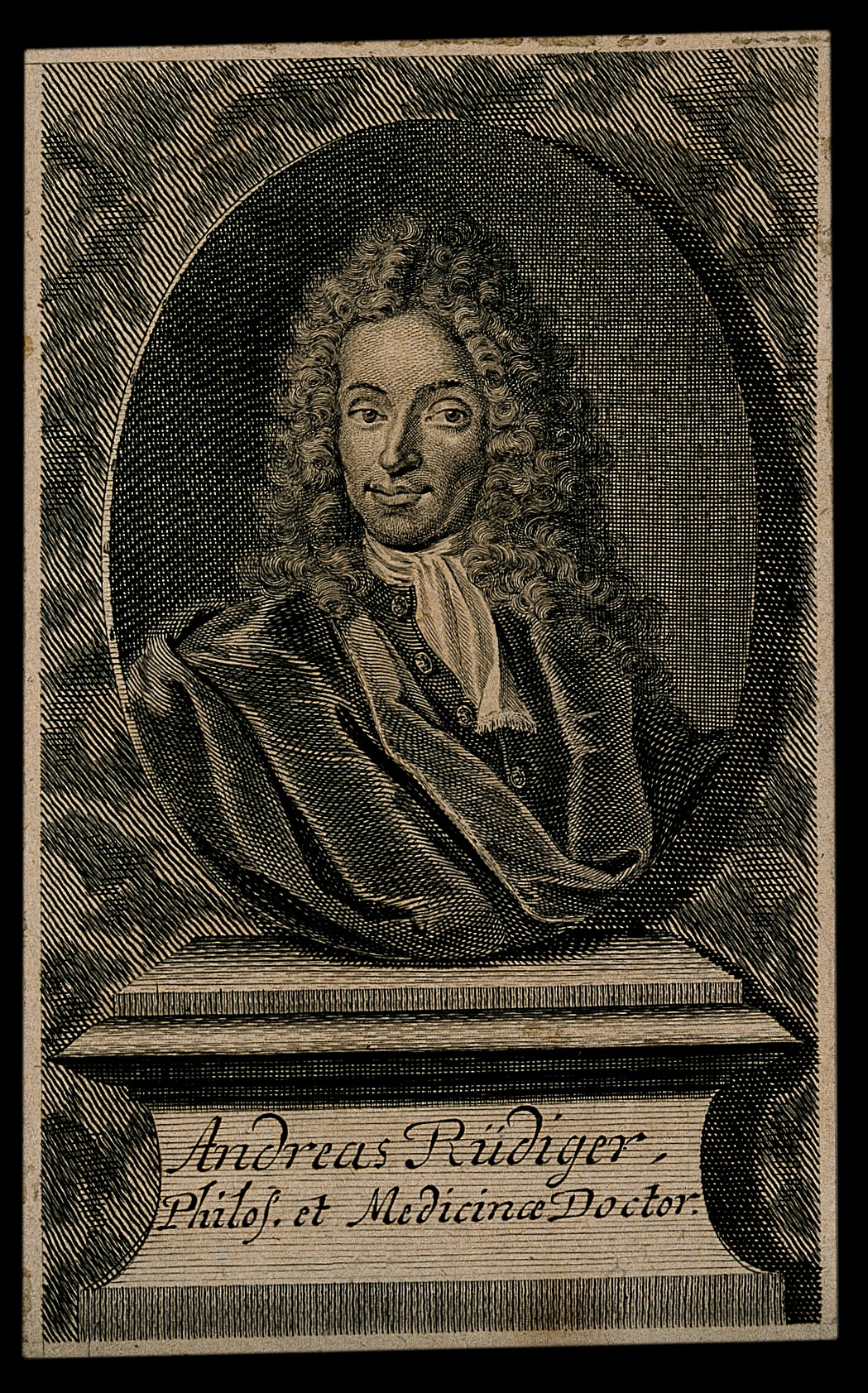
Andreas Johannes Rüdiger

Andreas Johannes Rüdiger (* 1. November 1673 in Rochlitz; † 6. Juni 1731 in Leipzig) war ein deutscher Philosoph und Schüler von Christian Thomasius.

## Leben
Rüdiger war der Sohn eines Schulvorstandes und besuchte das Fürstlich Reußische Gymnasium zu Gera. 1692 ging er nach Halle, wo er eine Hauslehrerstelle bei Professor Christian Thomasius antrat und in dessen Philosophie eingeführt wurde. 1700 erwarb er die philosophische Magisterwürde mit der Abhandlung De usu et abusu terminorum technicorum in philosophia, worauf 1701 mit der Habilitationsschrift De virtutibus intellectualibus die Habilitation folgte.

## Leistungen
Rüdiger war ein Gegner der von Leibniz und Wolff vertretenen Ansicht der rationalen Erklärbarkeit der Welt. Er kritisierte nicht nur deren Anwendung der mathematischen Methode, sondern auch die prästabilierte Harmonie. Er gehörte zu den Vertretern des influxus physicus. Er meinte, weil alle Vorstellungen und Ideen sinnlichen Ursprungs seien, sei die Erfahrung die Grundlage aller Wissenschaft. In der Naturphilosophie suchte er eine Vermittlung zwischen der mechanischen Erklärung des Descartes und der mystischen Auffassung des Robert Fludd, neigte sich aber mehr zu letzterer Richtung, während er im Gebiete der praktischen Philosophie überwiegend seinem Lehrer Thomasius folgte.

## Werke (Auswahl)
- Andreas Rüdiger: Philosophia synthetica. Olms, Hildesheim 2010, Nachdruck der Ausgabe Zschau, Halle 1707 / mit einem Vorw. hrsg. von Ulrich Leinsle, ISBN 978-3-487-14325-5.
- Andreas Rüdiger: Philosophia pragmatica. Olms, Hildesheim; Nachdruck der Ausgabe Coerner, Leipzig 1723 / mit einem Vorw. hrsg. von Ulrich Leinsle, ISBN 978-3-487-14242-5.